# 張欣宇
張欣宇（英語：Gary Zhang Xinyu，1989年—），香港政治人物，上海出生，深圳長大，「港漂」人士，現任香港立法會議員（新界北）。現職香港及英國特許工程師、香港新方向工程專業召集人，曾任港鐵荃灣線及觀塘線的站務經理。
張欣宇以政治素人姿態參與2021年香港立法會選舉的新界北選區，獲李小加、袁國勇、金澤培等人提名，最終以28,986票當選。

## 選舉歷程

### 星級提名
在2021年香港政治制度改革後，地區直選的候選人須獲得不少於100個選民，以及在選舉委員會每個界別不少於2人提名。而提名張欣宇的選委，包括港大微生物學系講座教授袁國勇、長實集團執行董事趙國雄和港交所前行政總裁李小加等人，被外界視為是“星級提名”。

### 辯論表現
張欣宇代表“香港新方向”出戰地區直選，主打“北部都會區”建設、新界北交通、北環線南延至市區等議題。在多場選舉論壇上，張欣宇和民建聯候選人劉國勳辯論東鐵線月台幕門和車卡問題，批評劉國勳在立法會交通事務委員會多年，卻不熟悉新界北的交通議題。
在無線新聞選舉論壇上，張欣宇質疑劉國勳一方面要求增加東鐵線12卡列車班次，一方面卻要求興建東鐵線月台幕門，完全無視東鐵線興建月台幕門的前提是淘汰全部12卡列車，變相為民建聯“倒米”。
在Now新聞選舉論壇上，劉國勳主動提出無需淘汰12卡列車，在技術上亦可為東鐵線興建月台幕門。但張欣宇指，9卡車和12卡車的車門位置並不一致，如現在就興建月台幕門，會令“一半人落唔到車”。

### 成功當選
張欣宇在新界北選區得到28,986票，以選區第二高票擊敗沈豪傑當選香港第七屆立法會議員，僅次於另一候選人劉國勳。

## 對公共事件的態度

#### 有關2019年太子站的831事件
張欣宇於太子831事件後，遭網民「起底」為內地人。他及後在社交媒體發文，澄清自己的祖籍為上海，生於內地，十餘歲來港求學，但早已視香港為家。他又指，當時自己在不違反公司政策的空間下，用最大誠意向乘客解釋和溝通，得到乘客諒解後則感到一切都值得，並稱「香港人，不是暴徒。」
「香港新方向」執委張欣宇在一個由網媒舉辦的選舉論壇辯論中澄清「831太子站事件」對警方的抹黑。張欣宇表示，事件發生時，他正擔任港鐵應對現場混亂的總指揮，並指當時有數百名警員、消防員、救護員及港鐵職員等在場，故若「打死人」是「真相」，則要所有人都參與串謀，「大家想一想這一件事在香港有沒有可能發生。」

#### 元朗電纜橋大火跟進調查
2022年6月元朗電纜橋大火，由於其中一個後備電源損壞影響復電，張欣宇發現這個後備電源原來壞了幾個月，並於立法會向相關部門及中電查問。政府說後備電源損壞毋須通報，事前不知道這件事，會檢討機制。新界北（香港新方向）張欣宇：「政府部門，其實你們作為監管者，你是否知道這套關鍵的後備系統已經損壞了數個月都未修好？」機電工程署署長彭耀雄：「我們事前不知事故，因為這是一個後備電纜，它的損毀沒有引致電力意外，亦沒有引致停電事故，所以當時沒有向我們報告。」中電總裁蔣東強：「（後備電源）途經內地一個地方，幾個月前因為當地的建築工程令電纜受損。」

#### 有關南丫海難
在南丫海難10週年，張欣宇在2022年10月5日的立法會前廳交流會中，向運輸及物流局局長林世雄重提南丫島事故，要求當局公開調查報告，不過林世雄僅回應「向前望」。張欣宇表示，將會繼續以不同方式促請政府跟進事故，直言「政府要回應，要坦蕩蕩！」他認為雖然南丫海難發生時，林世雄非時任局長，不過這是整個政府的責任，強調有好多遇難者家屬仍耿耿於懷，心結未能解開，認為政府需要還死者公道，公開完整事故調查報告。

#### 助被捕青年獲發回鄉證
香港新方向立法會議員張欣宇，協助30名反修例被捕人士申領回鄉證，終有一名20歲青年獲批證件回鄉探親。張欣宇頂着被「深藍」狙擊的壓力，將求助個案轉介予保安局跟進，又遊說中央駐港機構和內地出入境部門，給予有關人士重新接觸國家的機會。
相隔數月後，張欣宇再向傳媒表示，170個求助個案中約150人收到不起訴通知，其中50多人已經重新獲發回鄉證。他透露：「四月我們發現有明顯變化，基本上我沒收到四月後再被拒過關的新個案。也見到過往一些（個案）今年初被拒過關，證件被沒收，他們再申請（回鄉證），如果符合剛才說的，香港個案完結了，全部也能取回，其實我們也判斷這是系統性放寬。

#### 回應快餐店門外黃帽工人壁畫被清
位於上環半山的「輝煌快餐店」牆上一幅有畫有頭戴黃色安全帽正在吃麵的地盤工的油畫，本身存在約十年，在2023年6月，中西區民政事務處表示不時收到街坊意見，指區內有關塗鴉令人聯想到黑暴或港獨。因此民政處提醒有關店舖，讓他們考慮是否有需要自行處理有關塗鴉。
餐廳負責人及法團負責人於2023年7月以書面形式同意委託民政處清除塗鴉，民政處於2023年8月安排承辦商協助業主清除上述的塗鴉。
張欣宇受訪時表示，對事件感到失望，質疑是「硬生生往政治方面上綱上線」，令很多人心寒，擔心會造成深遠影響。他說，難以控制大眾的立場或聯想，但擁有公權力的政府部門、管治團隊及議員，在這類事件上都應該保持克制，否則可能會對市民信心或觀感造成很大打擊。
張欣宇表示，政府部門對快餐店及相關業權人的作出嚴重指控，形容聽到這類「溫馨提示」的人，會感到很大壓力。他指，涉事壁畫存在十多年，無可能是「黑暴」或港獨的意思，強調公共行政工作要基於事實、實事求是，而香港奉行的基本原則並非有罪推定，應盡量尊重私人產權。
他又認為，當局的說法等同指控餐廳負責人涉嫌違反《港區國安法》，強調國安法立法時，國家領導人已提出，立法要保障營商環境及市民正常生活，反問今次事件是否能提供保障，抑或令經營者更焦慮。

## 外部連結
- 香港新方向 （页面存档备份，存于）